# ياسويوكي ساتو
ياسويُوكي ساتو (باليابانية: 佐藤 康之) (12 أبريل 1966 في هيروشيما في اليابان – )؛ هو لاعب كرة قدم ياباني سابق كان يلعب كمدافع.

## وصلات خارجية
- ياسويوكي ساتو على موقع رابطة كرة القدم اليابانية للمحترفين (اليابانية)
- ياسويوكي ساتو على موقع عالم كرة القدم.نت (الإنجليزية)